# Bosc-Édeline

Bosc-Édeline este o comună în departamentul Seine-Maritime, Franța. În 1 ianuarie 2022 avea o populație de 371 de locuitori.